# متنزه جزيرة غلوستر الوطني
جزيرة غلوستر (بالإنجليزية: Gloucester Island) هي متنزه وطني في كوينزلاند، أستراليا، على بعد 950 كم شمال غرب بريزبان. ويمكن رؤيتها من بلدة بوين. شاهد المستكشف البريطاني جيمس كوك الجزيرة وأسماها بالخطأ «كيب غلوستر» في 1770. وقد اُستخدم اسم «كيب غلوستر» بشكل غير رسمي للمناطق الواقعة على جزيرة غلوستر أو بالقرب منها.